# نوكيا 8 سيروكو
تم تقديم هاتف نوكيا 8 سيروكو(بالإنجليزية: Nokia 8 Sirocco)‏ (TA-1005) كهاتف ذكي فاخر يعمل بنسخة اندرويد One من نظام التشغيل اندرويد. تم طرحه في فبراير 2018 في مؤتمر MWC وحمل اسم نوكيا 8800 سيروكو. وخلف هاتف نوكيا 8 سيروكو هو هاتف نوكيا 9 PureView.

## المواصفات

### العتاد
بالمقارنة مع هاتف نوكيا 8 الأصلي، تستخدم النسخة سيروكو هيكلًا زجاجيًا بدلاً من الألومنيوم وتحتوي أيضًا على كاميرا جديدة ومستشعر بصمة الإصبع في الخلف بدلاً من الأمام، وذاكرة وصول عشوائي بسعة 6 جيجابايت بدلاً من 4 جيجابايت، وحذف منفذ سماعة الرأس CTIA لصالح USB-C، وشاشة OLED بحجم 5.5 بوصة بدلاً من شاشة LCD بحجم 5.3 بوصة، وشحن لاسلكي Qi، وسعة بطارية أكبر. يأتي الجهاز بشريحة Snapdragon 835 مثل سلفه.الشاشة منحنية، لكن الهاتف لا يحتوي على تقنية رفض الكف التي توجد في هواتف الشاشة المنحنية الأخرى. ويعتبر الـ 8 سيروكو أول جهاز نوكيا يتميز بمقاومة الماء IP67، والتي لم تكن موجودة في هواتف نوكيا السابقة بما في ذلك سلسلة Lumia من Microsoft.

### البرامج
يتم شحن هاتف نوكيا 8 سيروكو مع نظام اندرويد Oreo ويمكن تحديثه إلى اندرويد 10.

## الاستقبال
حصل هاتف نوكيا 8 سيروكو على تقييمات متباينة إلى إيجابية. أشاد دانيال فان بوم من مجلة CNET بالجهاز، حيث ذكر أن "هاتف نوكيا 8 سيروكو سريع ومتين ويتمتع بعمر بطارية طويل ويعمل بنظام التشغيل الأنيق اندرويد One" في حين لاحظ أنه "لا يحتوي على أي ميزات بارزة تبرر سعره الأعلى. كاميرا هاتف نوكيا 8 سيروكو ليست موثوقة بما فيه الكفاية، وتصميمه، على الرغم من تحسينه مقارنة بـ نوكيا 8 العادي، يبدو صلبًا وقديمًا قليلاً". كما أشادت ساندرا فوجل من مجلة ZDNet بـ "إطارها الصلب من الصلب ونظام اندرويد One الذي يضمن تحديثات لمدة عامين وسعة تخزين داخلية بسعة 128 جيجابايت وتصنيف IP67 لمقاومة الغبار والماء" مع انتقاد "تنفيذ سيئ لشاشة منحنية ونسبة عرض إلى ارتفاع 16:9".